# Daimler DS420
Daimler DS420 är en limousine, tillverkad av den brittiska biltillverkaren British Leyland mellan 1968 och 1992.

## Daimler DS420
Jaguar ersatte den sista traditionella Daimler-limousinen DR450 med en modernare bil, baserad på den stora Mark X-modellen. DS420 fick därigenom självbärande kaross, individuell hjulupphängning runt om och Jaguars sexcylindriga XK-motor. När Jaguar-Daimler gick samman med British Motor Corporation i British Motor Holdings 1966 beslutades att den nya bilen skulle ersätta även BMC:s Princess-limousine och att tillverkningen skulle ske hos Vanden Plas i Kingsbury, London. När Vanden Plas lades ned 1979 flyttades tillverkningen till Jaguar i Coventry.
DS420 användes oftast i officiella sammanhang av statsöverhuvuden och företagsledare. Den användes också för att transportera sörjande vid begravningar och många bilar har byggts om till bårbilar.